# Кемп-Вуд (Техас)
Кемп-Вуд (англ. Camp Wood) — місто (англ. city) в США, в окрузі Реал штату Техас. Населення — 517 осіб (2020).

## Географія
Кемп-Вуд розташований за координатами 29°40′9″ пн. ш. 100°0′39″ зх. д. / 29.66917° пн. ш. 100.01083° зх. д. (29.669047, -100.010865).  За даними Бюро перепису населення США в 2010 році місто мало площу 1,30 км², уся площа — суходіл.

## Демографія
Згідно з переписом 2010 року, у місті мешкало 706 осіб у 246 домогосподарствах у складі 183 родин. Густота населення становила 541 особа/км².  Було 365 помешкань (280/км²).
Расовий склад населення:
| - 89,9 % — білих - 1,6 % — корінних американців - 0,7 % — чорних або афроамериканців - 0,1 % — вихідців з тихоокеанських островів - 5,0 % — осіб інших рас |

До двох чи більше рас належало 2,7 %. Частка іспаномовних становила 36,1 % від усіх жителів.
За віковим діапазоном населення розподілялося таким чином: 22,9 % — особи молодші 18 років, 55,0 % — особи у віці 18—64 років, 22,1 % — особи у віці 65 років та старші. Медіана віку мешканця становила 46,1 року. На 100 осіб жіночої статі у місті припадало 107,0 чоловіків;  на 100 жінок у віці від 18 років та старших — 97,1 чоловіків також старших 18 років.
Середній дохід на одне домашнє господарство  становив 40 721 долар США (медіана — 28 403), а середній дохід на одну сім'ю — 44 421 долар (медіана — 32 708). За межею бідності перебувало 37,9 % осіб, у тому числі 42,9 % дітей у віці до 18 років та 22,1 % осіб у віці 65 років та старших.
Цивільне працевлаштоване населення становило 271 особа. Основні галузі зайнятості: освіта, охорона здоров'я та соціальна допомога — 34,3 %, роздрібна торгівля — 14,8 %, будівництво — 11,1 %, транспорт — 10,7 %.